# Софроново (Владимирская область)
Софроново — деревня в Меленковском районе Владимирской области России, входит в состав Даниловского сельского поселения.

## География
Деревня расположена в 19 км к северо-западу от города Меленки, с восточной стороны к деревне примыкает центр поселения деревня Данилово.

## История
Деревня впервые упоминается в окладных книгах 1676 года в составе Синжанского прихода, в ней было 9 дворов крестьянских и 5 бобыльских.
В конце XIX — начале XX века Софроново — крупный населённый пункт в состав Архангельской волости Меленковского уезда.
С 1929 года деревня в составе Даниловского сельсовета Меленковского района, с 2005 года — в составе Даниловского сельского поселения.

## Население
| 1859 | 1897 | 1905  | 1926  | 2002 | 2010 | 2021 |
| ---- | ---- | ----- | ----- | ---- | ---- | ---- |
| 815  | ↗942 | ↗1470 | ↗1800 | ↘483 | ↘393 | ↘287 |

## Инфраструктура
В деревне имеется Даниловская средняя общеобразовательная школа (образована в 1982 году).